# Stanisław Dziwisz
Stanisław Jan Dziwisz, detto Don Stanislao (Raba Wyżna, 27 aprile 1939) è un cardinale e arcivescovo cattolico polacco, dall'8 dicembre 2016 arcivescovo emerito di Cracovia.
È stato membro della Prefettura della casa pontificia, molto noto per i suoi quarant'anni di servizio in veste di segretario particolare di papa Giovanni Paolo II; Dziwisz era stato ordinato vescovo durante tale periodo. Papa Benedetto XVI lo ha nominato arcivescovo di Cracovia, incarico che in precedenza aveva ricoperto lo stesso Giovanni Paolo II.

## Biografia
Nato in un piccolo comune presso Cracovia figlio di Stanisław Dziwisz, ferroviere, e Zofia Bielarczyk, ha studiato nel seminario locale. Terminati gli studi teologici è stato ordinato presbitero il 23 giugno 1963 dal vescovo ausiliare di Cracovia, Karol Wojtyła. Wojtyła lo ha voluto nello staff come segretario privato durante il suo servizio prima come vescovo ausiliare e poi come arcivescovo. In seguito all'elezione al soglio pontificio di Wojtyła ha continuato il proprio servizio come suo segretario particolare nel Palazzo Apostolico, all'interno della Città del Vaticano.
Nel 1985, il Papa gli conferisce il titolo di prelato d'onore di Sua Santità e nel 1996 quello di protonotario apostolico di numero.
Il 7 febbraio 1998 è stato nominato vescovo titolare di San Leone e prefetto aggiunto della Casa pontificia. Ha ricevuto la consacrazione episcopale il 19 marzo dello stesso anno, nella basilica di San Pietro in Vaticano, per l'imposizione delle mani di papa Giovanni Paolo II, assistito dal cardinale Angelo Sodano, segretario di Stato, e dal cardinale Franciszek Macharski, successore di Wojtyła come arcivescovo di Cracovia.
Il 29 settembre 2003 è stato nominato arcivescovo.

### Accanto a papa Giovanni Paolo II

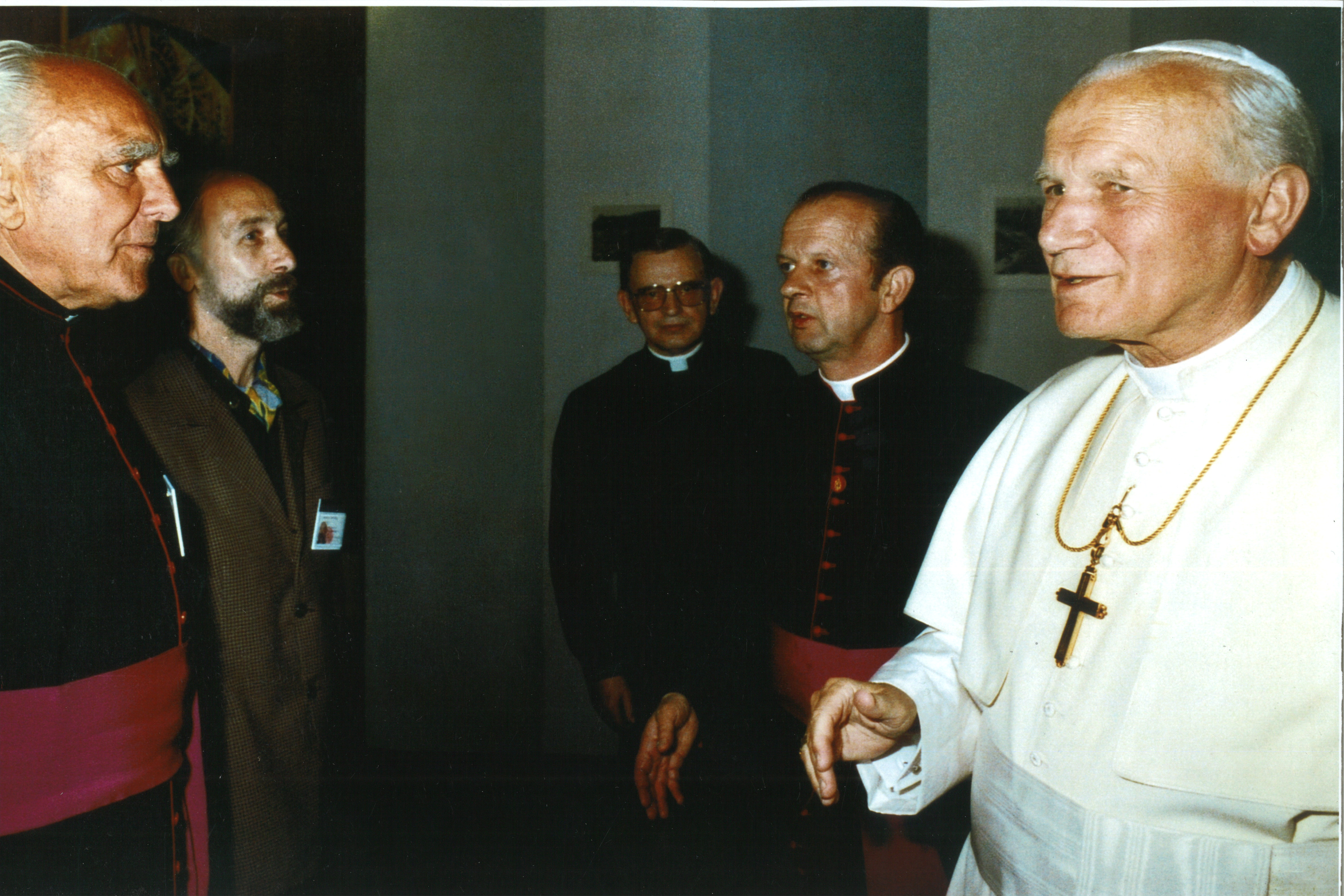
Dziwisz accanto a papa Giovanni Paolo II nel 1991

Nella veste di segretario privato di papa Giovanni Paolo II, Dziwisz ha in alcune occasioni emesso dichiarazioni dal Vaticano.
Oltre che di lunga durata, l'intenso rapporto tra il Papa e Dziwisz, ha fatto sì che quest'ultimo condividesse ogni momento della giornata, iniziando dalla messa, celebrata nella cappella privata, fino alla notte, durante la quale il segretario dormiva nella stanza a fianco. Durante il papato di Giovanni Paolo II, la voce del suo segretario è stata probabilmente una delle più influenti in Vaticano.
Il 31 marzo 2005 le condizioni del Papa divennero così gravi da suggerire all'arcivescovo Dziwisz di impartirgli l'Unzione degli infermi. Prima della scomparsa, si dice che Dziwisz lo abbia aiutato a scrivere un messaggio ai suoi collaboratori dove li invitava a non essere tristi, dal momento che lui era sereno e allo stesso modo dovevano esserlo anche loro.
Papa Wojtyła morì il 2 aprile 2005 e l'arcivescovo Dziwisz, seguendo le regole create da Giovanni Paolo II stesso, dovette abbandonare l'appartamento pontificio prima che quest'ultimo venisse sigillato dal cardinale camerlengo Eduardo Martínez Somalo. Da più parti si ipotizza che Giovanni Paolo II avesse sperato di nominare il suo segretario, già arcivescovo, arcivescovo di Cracovia e, inoltre, di elevarlo al cardinalato, posizione (cardinale e metropolita di Cracovia insieme) che egli stesso aveva ricoperto. Tuttavia il posto non fu vacante in tempo utile.
In occasione della Messa di Requiem dell'8 aprile per papa Giovanni Paolo II, a Dziwisz è stato concesso l'onore di porre il velo di seta bianco sul volto del Pontefice scomparso prima che egli venisse posto nei tre feretri. Ciò costituiva l'ultimo simbolico atto di servizio di Dziwisz.

### Arcivescovo di Cracovia

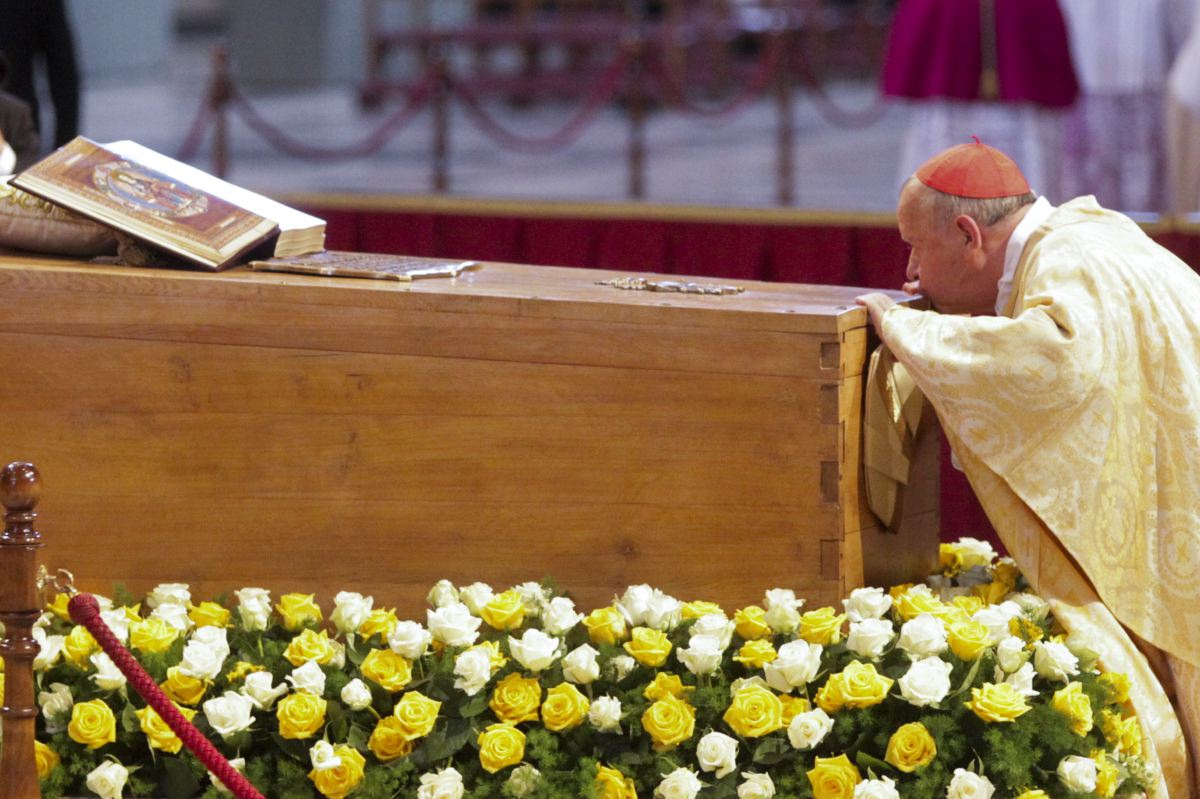
Il cardinale Dziwisz bacia la bara di Giovanni Paolo II il giorno della beatificazione

Il 3 giugno 2005 papa Benedetto XVI lo ha nominato successore di papa Giovanni Paolo II all'arcivescovato di Cracovia, in sostituzione dell'arcivescovo Franciszek Macharski, che aveva raggiunto l'età per il ritiro. Da più parti si crede che Benedetto XVI abbia in qualche modo voluto onorare uno degli ultimi desideri del predecessore.
Il pallio è stato imposto al nuovo arcivescovo dal Pontefice il 29 giugno 2005. Il giorno successivo, nell'udienza il Papa gli si è così rivolto: Saluto l'arcivescovo Stanisław Dziwisz e i suoi ospiti. Lo ringrazio per tutto ciò che ha fatto per Giovanni Paolo II e per me personalmente. Invoco l'aiuto di Dio sulla sua nuova missione.
Nel concistoro del 24 marzo 2006 è stato creato cardinale e gli è stato assegnato il titolo di Santa Maria del Popolo.
Prende parte al conclave del 2013.
L'8 dicembre 2016 papa Francesco ha accettato la sua rinuncia al governo pastorale dell'arcidiocesi di Cracovia per raggiunti limiti di età. Gli è succeduto l'arcivescovo Marek Jędraszewski. Da quel momento conserva il titolo di arcivescovo emerito di Cracovia.
Il 27 aprile 2019, al compimento dell'ottantesimo compleanno, esce dal novero dei cardinali elettori.

## Genealogia episcopale e successione apostolica
La genealogia episcopale è:
- Cardinale Scipione Rebiba
- Cardinale Giulio Antonio Santorio
- Cardinale Girolamo Bernerio, O.P.
- Arcivescovo Galeazzo Sanvitale
- Cardinale Ludovico Ludovisi
- Cardinale Luigi Caetani
- Cardinale Ulderico Carpegna
- Cardinale Paluzzo Paluzzi Altieri degli Albertoni
- Papa Benedetto XIII
- Papa Benedetto XIV
- Papa Clemente XIII
- Cardinale Enrico Benedetto Stuart
- Papa Leone XII
- Cardinale Chiarissimo Falconieri Mellini
- Cardinale Camillo Di Pietro
- Cardinale Mieczysław Halka Ledóchowski
- Cardinale Jan Maurycy Paweł Puzyna de Kosielsko
- Arcivescovo Józef Bilczewski
- Arcivescovo Bolesław Twardowski
- Arcivescovo Eugeniusz Baziak
- Papa Giovanni Paolo II
- Cardinale Stanisław Dziwisz

La successione apostolica è:
- Cardinale Grzegorz Ryś (2011)
- Vescovo Damian Andrzej Muskus, O.F.M. (2011)
- Vescovo Piotr Greger (2011)
- Vescovo Roman Pindel (2014)

## Libri scritti
- Con Gian Franco Svidercoschi: Una vita con Karol. Rcs Libri e Libreria editrice vaticana, 2007.
- Con Gian Franco Svidercoschi: Ho vissuto con un Santo Best Bur, 2013